# Rheumaptera divisa
Rheumaptera divisa är en fjärilsart som beskrevs av Heinrich 1917. Rheumaptera divisa ingår i släktet Rheumaptera och familjen mätare. Inga underarter finns listade.